# Denton megye
Denton megye az Amerikai Egyesült Államokban, azon belül Texas államban található. Megyeszékhelye és egyben legnagyobb városa Denton. Lakosainak száma 906 422 fő (2020. április 1.). Denton megye Cooke, Grayson, Collin, Dallas, Tarrant és Wise megyékkel határos.

## Népesség
A megye népességének változása:
| Lakosok száma | 666 930 | 685 802 | 708 050 | 728 799 | 780 612 | 906 422 |
|               | 2010    | 2011    | 2012    | 2013    | 2015    | 2020    |